# Brad Bird
Phillip Bradley "Brad" Bird, född 24 september 1957 i Kalispell, Montana, är en amerikansk filmregissör, animatör och manusförfattare. Hans mest kända verk är Disney/Pixars Superhjältarna (2004), där han regisserade och skrev manus, samt Råttatouille (2007), där han också skrev manus och stod för regin. Han har även adapterat och regisserat den kritikerrosade 2-D hand-animerade Warner Brothers-filmen Järnjätten (1999). I en recension av Råttatouille på DVD, erbjöd Eye Weekly denna karaktärisering av Birds arbete:  "It’s very hard to think of another mainstream American director with a comparably fluid visual style or such a vise-grip on storytelling mechanics." Han har även regisserat The Simpsons-avsnittet "Like Father, Like Clown".

## Biografi

### Uppväxt
Bird föddes i Kalispell, Montana, som det yngsta barnet av fyra syskon. Hans far Philip, arbetade för ett propanföretag, och farfar Frank W. Bird, var ordförande och verkställande direktör vid Montana Power Company. Under ett besök vid Walt Disney Studios vid 11 års ålder, sade han att han ville bli en del av studions animeringsteam och påbörjade senare arbetet med en egen animerad kortfilm på 15-minuter. Två år senare hade han slutfört sin animation, vilket imponerade på bolaget. Vid 14 års ålder då han knappt hunnit börja high school, blev han handledd av animatören Milt Kahl, en av Disney’s legendariska "Nine Old Men". Bird ser Kahls kritiska hållning som ett ideal då: Kahl oftast pekade ut brister genom att försiktigt bidra med förslag som han kunde förbättra arbetet med. Efter ha tagit studenten från Corvallis High School i Corvallis, Oregon år 1975, tog han ett tre år långt sabbatsår. Han belönades då med ett stipendium av Disney för att börja studera vid California Institute of the Arts, där han kom att bekanta sig med en annan framtida animatör, nämligen Pixar medgrundaren och regissören John Lasseter.

### Karriär
Efter att ha tagit examen från California Institute of the Arts, började han jobba för Disney. Hans tid vid Disney var kortvarig, och lämnade till slut bolaget kort efter att ha jobbat på filmen Micke och Molle år 1981.
Han kom senare att jobba med animerade TV-serier, med mycket kortare ledtider.  Han var skaparen av (manus, regi, och medproducent) avsnittet Family Dog ur Steven Spielbergs serie Amazing Stories. I det avsnittet lät han en bil få registreringsnumret A113, vilket också var ett klassrum för animationsprogrammet på Californai Institute of Arts, och flera av hans kollegor som studerat där har också placerat den bokstavs- och sifferkombinationen i sina filmer. Han var dessutom medmanusförfattare till live-action filmen *batteries not included, på svenska döpt till Miraklet på 8:de gatan. 1989 gick han med i Klasky Csupo, där han hjälpte till med utvecklandet av The Simpsons från korta en-minuts avsnitt visade i The Tracey Ullman Show till 30-minuters hela avsnitt. 1990 regisserade han avsnittet "Krusty Gets Busted" (vilket markerade Sideshow Bobs första röstroll) och medregisserade avsnittet "Like Father, Like Clown" från seriens tredje säsong. Han tjänstgjorde som verkställande konsult för seriens åtta första säsonger. Förutom Simpsons har han jobbat med andra animerade serier, som till exempel The Critic och King of the Hill innan han gick till Warner Brothers för att skriva manus och regissera den animerade filmen Järnjätten. Trots att filmen prisades av kritiker misslyckades filmen med biljettförsäljningen. Ändå lyckades filmen imponera på hans gamle vän John Lasseter, som var grundaren av Pixar, pionjären inom datoranimation.  Bird la fram idén till filmen Superhjältarna till Pixar. I den färdiga filmen gör han även rösten till kostymdesignern Edna Mode. Karaktären Syndrome var, enligt honom, baserad på hans utseende som ett skämt och han hann aldrig upptäcka skämtet förrän filmen var för långt in i produktionen för att kunna ändra på karaktären. Filmen blev både en kritisk och finansiell succé.  Som resultat vann han sin första Oscar för bästa animerade film, och nominerades för bästa originalmanus.

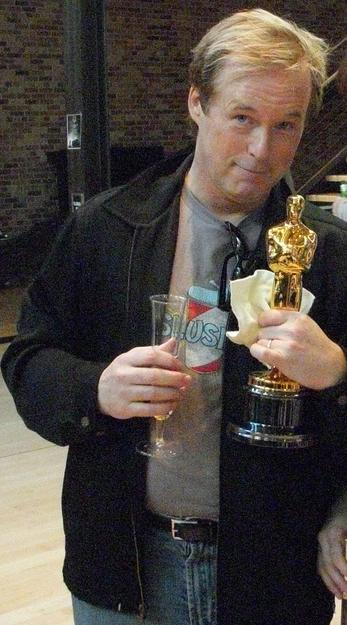
Brad Bird med sin andra Oscar för bästa animerade film.

I mitten av 2005 fick han förfrågan av Pixars ledningsgrupp att ta över som regissör för filmen Råttatouille från dess tidigare regissör Jan Pinkava.  Denna förändring gjordes offentligt i mars 2006, under en presentation vid ett av Disneys bolagsstämmor.  Filmen hade premiär år 2007; och likt Superhjältarna, blev även den kritikerrosad och en finansiell succé.  I januari 2008, vann Råttatouille priset för bästa animerade film vid Golden Globegalan, samt blev även nominerad till 5 Oscars, inkluderat bästa animerade film och originalmanus. Den 24 february 2008 gav filmen honom sin andra Oscar för bästa animerade film.
Bird har uttalat sig passionerat om animering som en konstform. När han och producenten John Walker spelade in kommentatorspåret till filmen Superhjältarnas' DVD-utgåva, erbjöd han sig på skämt att slå näste person som han hörde kalla animering för en genre istället för en konstform.
Innan han blev upptagen med Råttatouille, började han arbeta med en filmadaptering av James Dalessandros novell 1906, vilket skulle bli hans första spelfilm. I mars 2008 återtog han arbetet med filmen, som är en samproduktion mellan Pixar och Warner Bros. Novellen följer reportern Annalisa Passarelli, som undersöker polisens kamp mot korruption inom regeringen som leder till att jordbävningen i San Francisco 1906 blir till en katastrof. Manuset skrevs tillsammans med John Logan. Bloggaren Jim Hill skrev att filmen har stoppats på grund av att Disney / Pixar och Warner Bros.' är nervösa över den projekterade budgeten på 200 miljoner dollar. I maj 2010, då produktionen av filmen 1906 fortfarande var nere, gick Bird med på att regissera filmen Mission: Impossible – Ghost Protocol, som produceras av Tom Cruise och J. J. Abrams.

## Filmografi

### Animatör
- Animalympics (1980)
- Micke och Molle (1981) (ej krediterad) (animeringsproducent)
- The Plague Dogs (1982)

### Regissör
- Family Dog (1987)
- "Do the Bartman" musikvideo (1990)
- Järnjätten (1999)
- Superhjältarna (2004)
- Jack-Jack Attack (2005)
- Råttatouille (2007)
- Mission: Impossible – Ghost Protocol (2011)
- Tomorrowland: A World Beyond (2015)
- Superhjältarna 2 (2018)

### Manusförfattare
- Family Dog (1987)
- *batteries not included (1987)
- Järnjätten (1999)
- Superhjältarna (2004)
- Råttatouille  (2007)
- Tomorrowland: A World Beyond (2015)
- Superhjältarna 2 (2018)

### Skådespelare
- Superhjältarna (2004) - Edna "E" Mode (röst)
- Assassination Vacation (2005) - Charles Guiteau och Emma Goldman (röster)
- Råttatouille (2007) - Ambrister Maron (röst)
- Superhjältarna 2 (2018) - Edna "E" Mode (röst)